# Emil Öhman
Emil Öhman, född 1986 i Älvsbyn, är en svensk professionell skotercrossförare med bland annat två VM-guld (2008 och 2011) på meritlistan.

## SM i skotercross
Emil Öhman började tävla i tyngsta klassen, dåvarande Pro800, redan som 15-åring och har från första stund varit mycket framgångsrik inom snöskotersporten. Säsongen 2006 blev han tvåa i SM-finalen och trea totalt i SM-serien. Emil Öhman ledde SM-serien 2007 inför finalen men kunde inte delta på grund av skada och slutade som totaltvåa i SM.  Men säsongen 2008 lossnade det på riktigt och Öhman tog hem både sitt första SM-guld och sitt första VM-guld. Säsongen 2009 lyckades Öhman försvara SM-guldet medan han fick nöja sig med VM-silver bakom mästaren Peter Ericson. Efter flera år tävlande i USA i den amerikanska ISOC-serien tävlade Öhman hemma i Sverige igen säsongen 2014. Dock hann Öhman knappt börja säsongen förrän han skadade sig då han provade dämpare. Olyckan skedde på grund av att variatorremmen gick av. Ett problem som spökade för flera Lynx-förare i Pro Open-klassen 2014. Öhman missade nu alla SM-tävlingar utom en och dessutom VM. I den sista chansen att kvala sig vidare till SM-finalen fortsatte problemen med variatorrem och säsongen var över för Öhman. Han fortsätter dock sin satsning mot VM- och SM-guld säsongen 2015. Emil Öhman tävlar som fabriksförare för Lynx och för klubben Älvsbyns MS.

## VM i skotercross
Emil Öhman har vunnit VM i skotercross två gånger. Första gången var 2008 när den avgörande VM-tävlingen körde i Malå, Sverige. Andra gången var 2011 när den avgörande VM-tävlingen kördes i Tuuri, Finland. Skotercross VM 2009 och 2010 blev Öhman tvåa.

## Proffs i USA
Under säsongen 2009/2010 blev Emil Öhman heltidsproffs i skotercross i USA. Under vinterhalvåret bodde han i Saint Cloud i Minnesota. Öhman förknippas starkt med skotermärket Lynx eftersom han alltid tävlar på det hemma i Sverige. Lynx säljs inte utanför Europa så därför körde Öhman Ski-Doo i USA. Han tävlade för Warnert Racing som är Ski-Doos fabriksteam i USA. Öhman gjorde riktigt bra ifrån sig i USA och säsongen 2013 blev han femma totalt i Pro Open som är den högsta klassen.

## EM i Rallycross
Under våren 2014 meddelade Öhman att han och hans farbror Mats Öhman skulle satsa på EM i rallycross. Teamet bakom Emil Öhmans satsning inom rallycross är fadern Thomas Öhman, farbror Mats Öhman och meste EM-rallycrossmästaren Kenneth Hansen. Emil och Mats Öhman kör två Citroën DS3 som användes av Team Hansen 2013.

## Meriter

### VM Snowcross
2014 Silver
2011 Guld 
2010 Silver
2009 Silver
2008 Guld

### SM skotercross
2015 Guld
2009 Guld
2008 Guld
2007 Silver
2006 Brons

### ISOC Snocross
2013 5:e plats
2012 10:e plats
2011 14:e plats
2010 9:e plats

## Öhmans inom motorsport
Familjen Öhman är mycket framstående inom motorsport. Emils farbror Mats Öhman var en av sin tids bästa skotercrossförare med SM- och EM-guld som meriter (EM var det största mästerskapet på den tiden) I en tragisk skotercrossolycka 1998 bröt Mats Öhman ryggraden och blev förlamad och rullstolsburen. Men redan något år senare var han igång och tävlade i rallycross istället. 2011 fick Mats Öhman Sportspegelpriset. 2013 blev han silvermedaljör i Rallycross SM. Emil Öhmans kusin, Elina Öhman, blev 2014 SM-, NM- och Womens World Cup-mästare i skotercross. Emil Öhman har dessutom två bröder som också tävlar framgångsrikt i skotercross.